# Кора

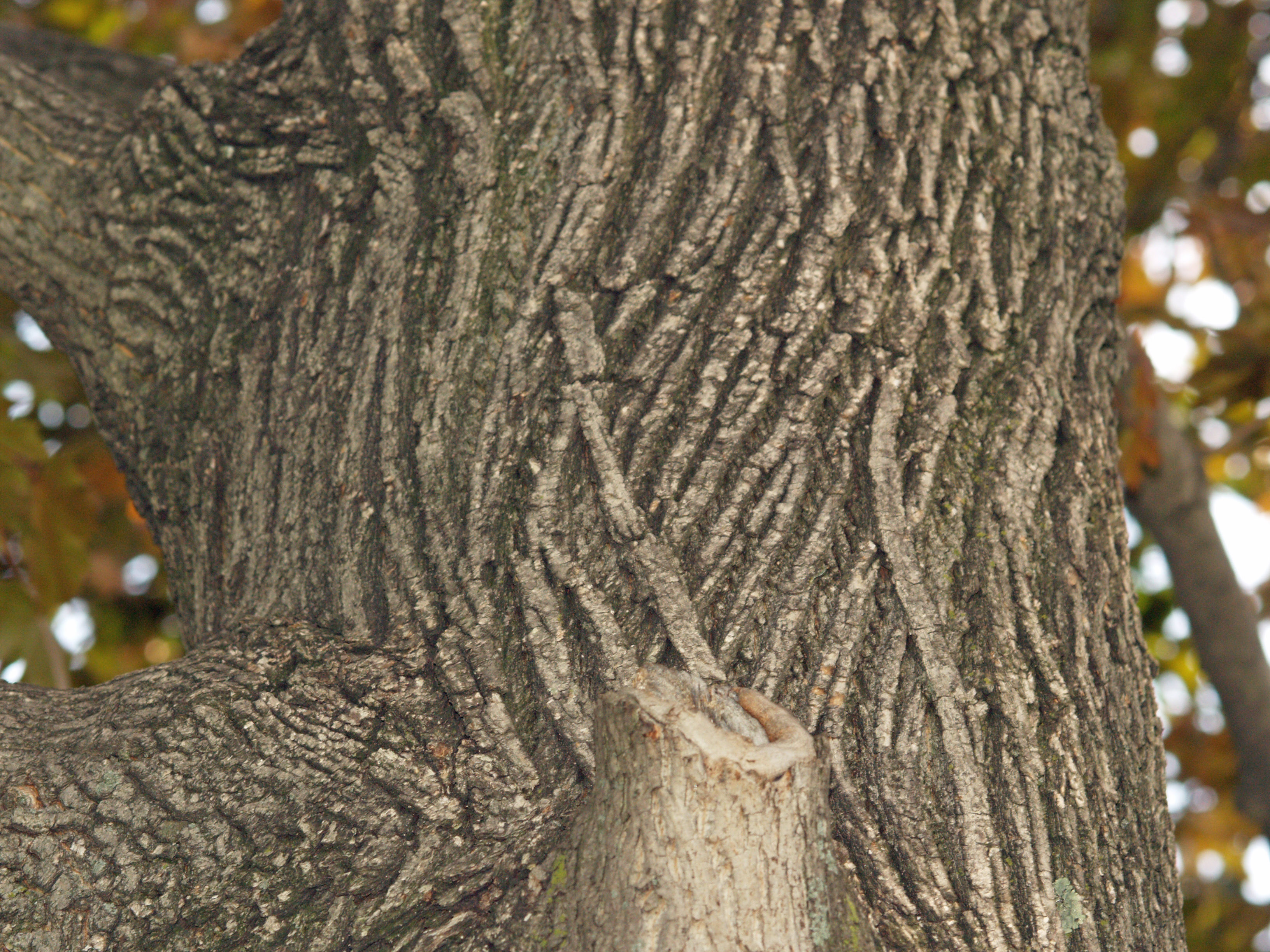
Кора Клён японский|клёна японского (Acer japonicum)

Кора́  (лат. cortex) — общее название совокупности тканей, расположенных снаружи от камбия. Имеется как в стеблях, так и в корнях, состоит из тканей различного строения и происхождения. В общей сложности в состав коры можно включить следующие растительные ткани: корка (ритидом), перидерма (пробка (или феллема), феллоген, феллодерма), первичная кора, перицикл, вторичная кора (вторичная флоэма).
В быту корой обычно называется легко отделяющаяся наружная омертвевшая часть корней и стеблей древесных растений.
По характеру поверхности коры выделяют:
- бороздчатую;
- чешуйчатую;
- волокнистую;
- бородавчатую[2].

## Строение

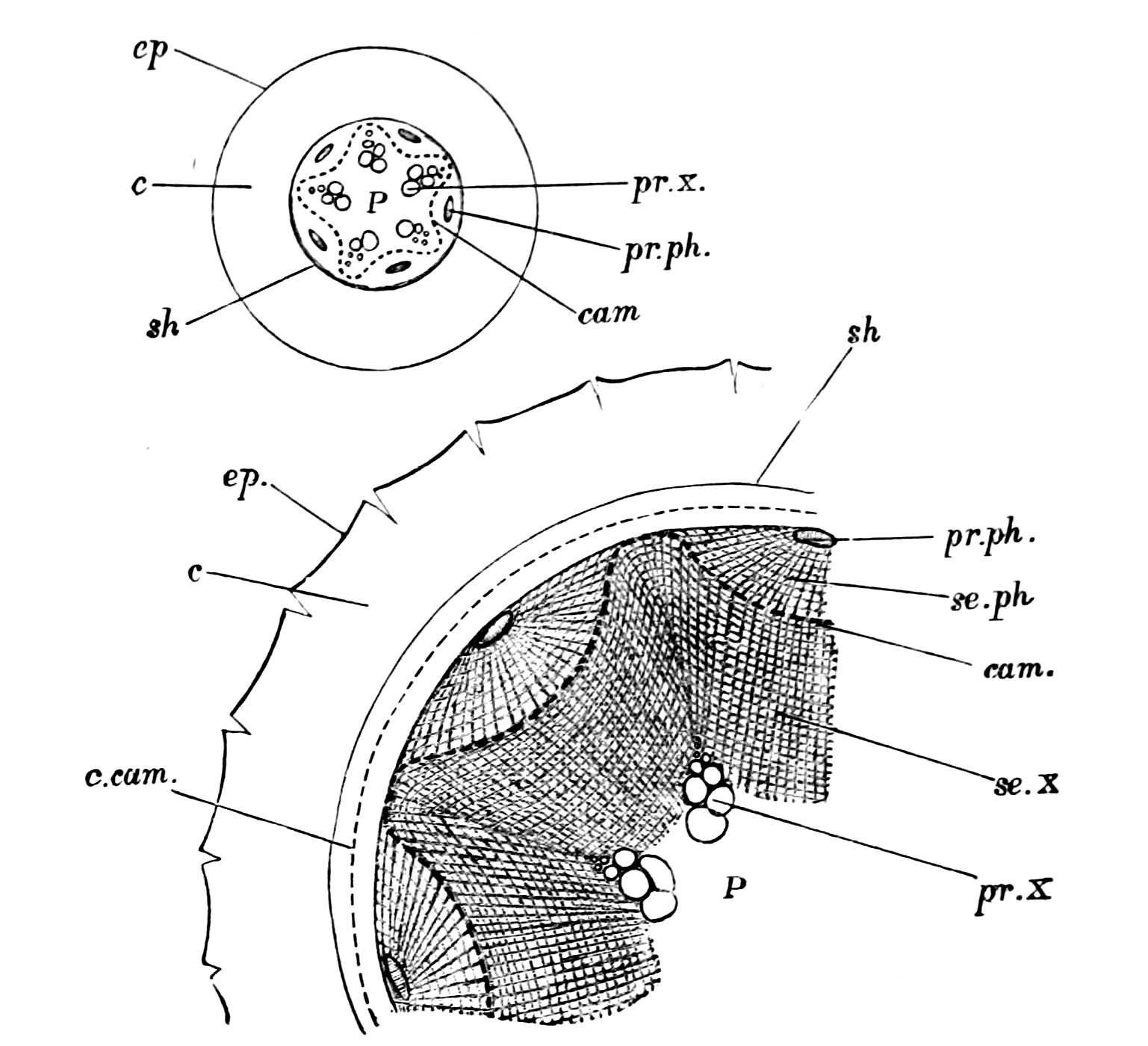
Поперечный срез корня дуба.
cam — камбий
pr.ph — первичная флоэма
pr.x — первичная ксилема
se.ph — вторичная флоэма
se.x — вторичная ксилема
ep. — эпиблема
c — кора
P — сердцевина
sh — эндодерма
c.cam — корковый камбий (феллоген).

Различают первичную и вторичную кору. Первичная кора представляет собой наружную зону стебля или корня, располагающуюся под первичной покровной тканью (то есть эпидермой в стебле и эпиблемой в корне). Вторичная кора нарождается из камбия и, благодаря деятельности последнего, постепенно утолщается. Это — внутренняя часть коры, примыкающая снаружи к камбию, топографически она соответствует флоэме. Постепенно старая кора, уже не выполняющая проводящей функции, отделяется от остальных тканей слоями пробки и превращается в корку (ритидом), которая потом сбрасывается.

### Первичная кора
Как говорилось выше, первичная кора располагается непосредственно под первичными покровными тканями. Состав входящих в неё тканей различается. В стеблях двудольных первичная кора обычно представлена колленхимой и паренхимой, внутренний слой которой функционирует как крахмалоносное влагалище. Часто, кроме этих тканей, в первичной коре встречается субэпидермальная хлоренхима (табак-махорка, некоторые зонтичные и др.). У однодольных колленхимы обычно нет, но у многих имеется склеренхима. В корнях первичная кора обычно паренхимная, однако у некоторых пальм в ней могут иметься склереиды или волокна. Внутренний слой первичной коры, прилегающий к центральному цилиндру, называется эндодермой, однако он не всегда бывает хорошо выражен.

### Вторичная кора
Как упоминалось выше, под вторичной корой понимают совокупность гистологических элементов, образованных камбием в наружную (коровую) часть стебля (внутрь он откладывает вторичную ксилему, или вторичную древесину). Вторичная кора включает в себя участки вторичной флоэмы и разделяющие их сегменты или тяжи сердцевинных лучей. Гистологически лучи образованы паренхимными клетками, вторичная флоэма же — проводящая ткань и состоит из ситовидных трубок и других элементов.

## Химический состав
Приблизительный состав сухой коры:
- целлюлоза: 16—23 %
- пентозаны: 7—15 %
- гексозаны: 6—16 %
- полиурониды: 8—10 %
- лигнин: 27—33 %
- экстрактивные вещества: 14—30 %[2].

## Хозяйственное значение и применение
Применение коры в хозяйстве и промышленности разнообразно.
Пробка пробкового дуба и бархата амурского, содержащаяся в корке, используется для изготовления пробок для бутылок и в качестве изоляционного материала. Пробка берёзы (берёста) идёт на изготовления тары, поделок, выработку дёгтя.
Из липовой, вязовой, дубовой, берёзовой, ивовой коры (луба) получают мочало, ранее плели обувь (лапти), делали рогожи.
Кора бересклета содержит около 7 % гутты, из которой получают латекс.
Кора дуба, ели, ивы содержит дубильные вещества.
Из коры крушины, мелии ацедарах, хинного дерева получают лекарственные препараты.
Из высушенной коры корицы (Cinnamomum verum J.Presl) получают корицу, а из коричника китайского (Cinnamomum aromaticum Nees) — кассию, или фальшивую корицу.
Снятую с дерева кору (корьё) используют для производства ткани, верёвки, из неё изготавливают различные предметы быта, ей обшивают стены и кроют крыши.
| |  |  |  |
| Кровля из коры на традиционном корейском доме, Самчхок; дом из коры, ирокезы, провинция Онтарио, Канада; добыча коры тсуги, предназначавшейся для дубления кож, в штате Нью-Йорк, США; пробка на поперечном спиле дуба пробкового |  |  |  |

Некоторые растения выращивают в садах и парках именно из-за их декоративной коры (клён зеленокорый (Acer tegmentosum (Maxim.) Maxim.), клён змеекорый (Acer capillipes (Maxim.) Maxim.), кизил белый (Cornus alba L.), берёза бумажная (Betula papyrifera Marshall), вишня тибетская (Prunus serrula Franch.), мелия ацедарах (Melia azedarach L.), земляничное дерево Менциса (Arbutus menziesii Pursh), кизил блестящий (Cornus sericea L.)).
| |  |  |  |
| Декоративная кора кизила блестящего, клёна змеекорого, земляничного дерева Менциса, мелии ацедарах |  |  |  |

Кору берёзы бумажной индейцы Северной Америки использовали в качестве материала для письма.
Корой берёзы бумажной покрывали наружную сторону каноэ, так как она не пропускает воду.
Берёзовая кора — основной зимний продукт питания американских лосей. Корой осины, ивы, тополя и берёзы питаются бобры.
Кору используют в садоводстве в качестве мульчи.
Вторичная кора (флоэма) некоторых растений употребляется в пищу. В Скандинавии из коры сосны обыкновенный готовят коровый хлеб, а саамы запасают молодую сосновую кору весной как пищевой ресурс.